# Jagdgruppe 9
Jagdgruppe 9 – JGr 9 – wyspecjalizowana jednostka lotnicza Luftstreitkräfte z okresu I wojny światowej.

## Informacje ogólne
Jagdgruppe była tymczasową grupą bojową składającą się z kilku współpracujących ze sobą eskadr myśliwskich. Jagdgruppe 9 działała w składzie (luty 1918) Jagdstaffel 3, Jagdstaffel 28 i Jagdstaffel 37 pod dowództwem Hermana Khoze. Jagdstaffel 3 należała do Jagdgruppe 9 do zakończenia działań wojennych.
W kwietniu 1918 roku w jej skład wchodziły Jagdstaffel 3, Jagdstaffel 54 i Jagdstaffel 56. Wówczas grupa pozostawała w rezerwie.
We wrześniu 1918 roku działała w obrębie 19 Armii i w jej skład wchodziły Jagdstaffel 3, Jagdstaffel 18, Jagdstaffel 54 i Jagdstaffel 77, Jagdstaffel 80 i Kest 3. Wówczas dowództwo nad grupą było w rękach Rittmeistera von Brederlow.

## Dowódcy Grupy
| Stopień   | Nazwisko     | Okres                      |
| --------- | ------------ | -------------------------- |
| Porucznik | Herman Kohze | luty.1918 – 05.09.1918 (?) |
| Porucznik | Robert Greim | 05.09.1918 – 11.11.1918    |